# Suécia nos Jogos Olímpicos de Verão de 1920
A Suécia nos Jogos Olímpicos de Verão de 1920 em Antuérpia, na Bélgica participou representada por 260 atletas, sendo 247 homens e 13 mulheres essa foi a sua quinta aparição do país nos Jogos Olímpicos.
Os atletas nacionais disputaram 100 modalidades diferentes de 18 esportes e conquistaram um total de 64 medalhas, senho 19 de ouro, 20 de prata e 25 de bronze, terminando em 2º lugar no quadro geral de medalhas da competição e perdendo apenas para os Estados Unidos na contagem geral de ouros.

## Medalhistas

### Ouro
- William Petersson — Atletismo, Salto em distância;
- Harry Stenqvist — Ciclismo;
- Arvid Wallman — Salto;
- Janne Lundblad — Hispismo;
- Helmer Morner — Hipismo;
- Helmer Mörner, Åge Lundström, Georg von Braun e Gustaf Dyrsch — Hipismo;
- Hans von Rosen, Claës König, Daniel Norling e Frank Martin — Hipismo;
- Gillis Grafström — Patinação Artística;
- Magda Julin —  Patinação Artística;
- Men's Team (Swedish system) — Ginástica;
- Gustaf Dyrssen — Pentatlon moderno;
- Gösta Lundqvist, Rolf Steffenburg, Gösta Bengtsson e Axel Calvert — Vela;
- Tore Holm, Yngve Holm, Axel Rydin and Georg Tengwall — Vela;
- Hugo Johansson — Tiro;
- Håkan Malmrot — Natação;
- Håkan Malmrot — Natação;
- Anders Larsson — Lutas;
- Carl Westergren — Lutas;
- Claes Johanson — Lutas.

### Prata
- Erik Backman — Atletismo;
- Carl Johan Lind — Atletismo;
- Folke Jansson — Atletismo;
- Harry Stenqvist, Ragnar Malm, Axel Persson e Sigfrid Lundberg — Ciclismo;
- Erik Adlerz — Salto Ornamental;
- Nils Skoglund — Salto Ornamental;
- Age Lundstrom — Hipismo;
- Bertil Sandström — Hipismo;
- Svea Norén — Patinação artística;
- Erik de Laval — Pentatlo moderno;
- Gustaf Svensson, Ragnar Svensson, Percy Almstedt e Erik Mellbin — Vela;
- Fredric Landelius — Tiro;
- Alfred Swahn, Oscar Swahn, Fredric Landelius, Bengt Lagercrantz e Edward Benedicks — Tiro;
- Alfred Swahn — Tiro;
- Anders Andersson, Casimir Reuterskiöld, Gunnar Gabrielsson, Sigvard Hultcrantz and Anders Johnson — Tiro;
- Sigvard Hultcrantz, Erik Ohlsson, Leon Lagerlöf, Ragnar Stare e Olle Ericsson — Tiro;
- Mauritz Eriksson — Tiro;
- Thor Henning — Natação;
- Thor Henning — Natação;
- Gottfrid Svensson — Lutas;

### Bronze
- Erik Backman, Sven Lundgren e Edvin Wide — Atletismo, 3000m time masculino;
- Nils Engdahl — Atletismo, 400m rasos masculino;
- Agne Holmström, William Petersson, Sven Malm e Nils Sandström — Atletismo, revezamento 4x100m masculino;
- Erik Backman — Atletismo, 5000m rasos masculino;
- Carl Johan Lind — Atletismo;
- Erik Backman, Gustaf Mattsson e Hilding Ekman — Atletismo;
- Bertil Ohlson — Atletismo, Decatlo masculino;
- Bo Ekelund — Atletismo, Salto em altura masculino;
- Erik Abrahamsson — Atletismo, Salto em distância masculino;
- Erik Almlöf — Atletismo, Salto trilpo masculino;
- Eva Olliwier — Saltos ornametais, Plataforma de 10m feminina;
- John Jansson — Saltos ornamentais;
- Carl Lewenhaupt — Hipismo, Salto Individual;
- Hans von Rosen — Hipismo, Adestramento Individual;
- Anders Mårtensson, Oskar Nilsson e Carl Green — Hipismo;
- Gösta Runö — Pentatlo moderno, Prova individual masculina;
- Olle Ericsson, Hugo Johansson, Leon Lagerlöf, Walfrid Hellman e Mauritz Eriksson — Tiro;
- Mauritz Eriksson, Hugo Johansson, Gustaf Jonsson, Erik Blomqvist and Erik Ohlsson — Tiro;
- Erik Lundquist, Per Kinde, Fredric Landelius, Alfred Swahn, Karl Richter e Erik Sökjer-Petersén — Tiro;
- Aina Berg, Emy Machnow, Carin Nilsson e Jane Gylling — Natação, Revezamento 4x100m estilo livre feminino;
- Harald Julin, Robert Andersson, Vilhelm Andersson, Erik Bergqvist, Max Gumpel, Pontus Hanson, Erik Andersson, Nils Backlund, Torsten Kumfeldt e Theodor Nauman — Polo aquático, Competição equipe masculina;
- Albert Pettersson — Levantamento de pesos;
- Erik Pettersson — Levantamento de pesos;
- Ernst Nilsson — Lutas;
- Fritiof Svensson — Lutas;